# Pierre Bergé
Pierre Bergé Embaixador(a) da boa vontade da UNESCO (Saint-Pierre-d'Oléron, 14 de novembro de 1930 - Saint-Rémy-de-Provence, 8 de setembro de 2017) foi um empresário francês. Cofundador da marca Yves Saint Laurent, sendo sócio do estilista Yves Saint Laurent, bem como seu esposo.

## Biografia
Sua mãe Christiane era uma cantora lírica soprano amadora, e professora progressiva, que se valia do método Montessori, uma vertente pedagógica. O pai de Bergé trabalhou no equivalente ao Ministério da Fazenda da França. Era um grande admirador do rugby, esporte britânico. Bergé estudou no Lycée Eugène Fromentin em La Rochelle e depois se mudou para Paris.
No dia de sua chegada, ele caminhava pela avenida Champs-Élysées quando o poeta Jacques Prévert caiu sobre ele, após haver escorregado da janela do seu apartamento. Durante esses primeiros anos em Paris, Bergé tornou-se amigo do jovem artista Bernard Buffet e o ajudou a promover e comercializar sua arte, alcançando grande sucesso.
Pierre Bergé conheceu o estilista Yves Saint Laurent em 1958. Eles tiveram um relacionamento amoroso e juntos inauguraram a marca Yves Saint Laurent em 1961, em Paris. O casal se separou amigavelmente em 1976, permanecendo amigos e sócios nos negócios. Bergé foi presidente da Yves Saint Laurent até 2002.